# Белоярская волость (Екатеринбургский уезд)
Белоя́рская во́лость — административно-территориальная единица Екатеринбургского уезда Пермской губернии. Белоярская волость просуществовала до советской административной реформы 1923—1924 годов, в ходе которой волость была распущена и вошла в состав Белоярского района.

## Состав волости по подворной переписи 1886 года
Населённые пункты волости были объединены в десять сельских обществ:
- Белоярское
  - с. Белоярское
- Бутаковское
  - д. Бутакова
- Большедеревенское
  - д. Большая
- Баженовское
  - д. Баженова
- Мезенское
  - с. Мезенское
- Курманское
  - д. Курманка
- Гагарское
  - д. Гагарская
- Боярское
  - д. Боярская
- Крутихинское
  - д. Крутихина
  - Ерзовка(выселок)
- Ялунинское
  - д. Ялунина
  - Верхняя Заимка

## Состав волости на 1904—1908 годы
По сравнению с 1886 годом состав волости претерпел незначительные административно-территориальные изменения. В состав Ялунинского сельского общества вошла Нижняя Заимка.